# Комісія з цінних паперів
Комісія з цінних паперів це державний департамент або відомство, що відповідає за фінансове регулювання цінних паперів у певній країні. Поіноваження та обов'язки цього відомства значно відрізняються в різних країнах, але переважно передбачають встановлення правил та забезпечення їх дотримання фінансовими посередниками та фондовими біржами.

## Історія
Цінні папери існують відтоді, як з'явилися правові норми. Щоправда, на ранніх етапах регулювання відбувалося на рівні саморегульованих груп чи товариств. Зовнішнє державне регулювання було зумовлене переважно фінансовими кризами або конфліктними ситуаціями.
У XIII столітті король Англії Едуард I наказав запровадити дозвіл на діяльність брокерів. Це сталося після англо-французької війни, коли король був змушений звернутися до місцевих фінансових брокерів. Останні пропонували значно менш вигідні умови, ніж італійські брокери.
У 1720 році парламент Британії ухвалив Закон про Королівську біржу та Лондонську гарантійну корпорацію, який містив конкретні правила стосовно цінних паперів. Проте мотивом його ухвалення була скоріше підтримка Компанії Південних морів, ніж захист споживачів. Однак саме тоді проспекти емісії та оприлюднення інформації вперше використали в сучасному розумінні. Після краху цих афер виникла величезна недовіра до брокерів.
У Сполучених Штатах остаточно прийняли закони про цінні папери наприкінці XIX та на початку XX століть, хоча штат Массачусетс вимагав реєстрації цінних паперів для залізничного сектору ще в 1852 році. Справжній поштовх до регулювання цінних паперів походив із Середнього Заходу та західних штатів країни, після того, як здавалося, що інвестори цих штатів потерпають від капіталістів зі Сходу.
На ухвалення закону про цінні папери і створення окремого відомства – Комісії з цінних паперів та бірж у 1934 році вплинуло ряд причин, зокрема провальний закон про захист інвесторів, фінансова криза 1930 року та Велика депресія.
На початку 1980-х років, багато країн лібералізовували свої фінансові ринки. Вони створювали спеціальні державні органи для контролю ринків цінних паперів та фондових бірж, щоб відокремити регулювання від функціонування фінансових ринків. Деякі країни, як-от Велика Британія, створили одне велике відомство, яке охоплювало всі фінансові продукти. Однак інші країни використовують альтернативну модель, за якої існують окремі відомства для різних фінансових продуктів. Зазвичай, це стосується цінних паперів, банківської справи та страхування, а також можливе існування окремих відомств для ф'ючерсів, опціонів та біржових товарів.
Разом з появою деривативів та нових фінансових продуктів стало складніше розуміти, хто має юрисдикцію та які виконує обов'язки. Деякі недобросовісні фінансові компанії скористалися цим для обходу існуючого регулювання.
Фінансова криза 2008 року викликала критику органів регулювання ринку цінних паперів за нездатність зупинити махінації на ринках, зволікання у прийнятті рішень та підігравання домінуючим інтересам

## Структура
Переважна більшість комісій з цінних паперів є відносно незалежними державними організаціями, які мають раду уповноважених осіб, зазвичай призначену урядом країни. Вони нерідко повністю або частково фінансуються організаціями, які діють за рахунок внесків, таких як реєстраційні та ліцензійні збори.

### Назва
Загальної назви для комісії з цінних паперів або органу фінансового регулювання не існує. Процедура присвоєння назв стала складнішою, оскільки деякі уряди консолідували або об'єднали організації та надали їм ширші повноваження. Іноді назви містять терміни наприклад, «цінні папери» та «комісія», приміром Комісія з цінних паперів та бірж США або Комісія з цінних паперів та ф'ючерсів Гонконгу. Деякі з них також мають назви, в основі яких лежить словосполучення «управління фінансового нагляду», наприклад, Управління фінансового нагляду Великої Британії або Управління фінансового нагляду Швеції, або їхні варіації, наприклад, Агентство з фінансових послуг Японії.

### Загальні риси
Завданням більшості комісій з цінних паперів є захист споживачів, забезпечення прозорості та стабільності фінансового ринку, а також справедливої поведінки брокерів та інших учасників фінансового ринку як з клієнтами, так і один з одним.

### Міжнародна співраця
У межах Європейського Союзу існує Європейське управління з цінних паперів та ринків — дорадчий орган Європейської Комісії, який займається координацією діяльності комісій з цінних паперів ЄС.